# Vlag van Hérault

Vlag van Hérault

De vlag van Hérault is de niet-officiële vlag van het Franse departement Hérault. Net als de meeste andere departementen van Frankrijk heeft Hérault geen officiële vlag, maar wordt de hier rechts afgebeelde vlag op niet-officiële wijze gebruikt. De vlag is afgeleid van het wapen van dit departement.
De vlag bestaat uit een wit veld met in het midden een rode cirkel en daarop een gouden Occitaanse kruis.
Het ontwerp toont die van het voormalige heren van Montpellier met een Occitaans kruis om Languedoc in herinnering te brengen. De vlag is geïnspireerd op het ontwerp van het wapen dat in 1950 is voorgesteld door Robert Louis.
Naast deze vlag is er een logovlag in gebruik.

Wapen van de heren van Montpellier
Vlag van Languedoc
Logovlag